# Parlamentswahl in Dschibuti 2003
- UMP: 65

Die Parlamentswahl in Dschibuti 2003 fand am 10. Januar statt. Gewählt wurden alle 65 Mitglieder der Nationalversammlung von Dschibuti.
Die herrschende Koalition von Präsident Ismaïl Omar Guelleh konnte alle 65 Sitze erringen. Die Koalition der Opposition ging leer aus.

## Wahl
Die Wahl war die erste, bei der Frauen in die Nationalversammlung gewählt wurden, nachdem ein neues Gesetz verabschiedet worden war, das eine Quote von mindestens 10 % weiblichen Kandidaten in den Kandidatenlisten forderte.

## Wahlsystem
Nachdem Dschibuti von 1977 bis 1992 ein Einparteiensystem war, wurde in den vorausgehenden zwei Parlamentswahlen begrenzte Opposition zugelassen. Noch 1997 errangen jedoch nur Unterstützer von Präsident Guelleh jeden Sitz im Parlament. Die Situation änderte sich bei der Wahl 2003. Während ein Gesetz bis dahin nur vier politische Parteien zuließen, wurde nun das volle Mehrparteiensystem erlaubt.
Die Mitglieder der Nationalversammlung wurden aus fünf Wahlkreisen gewählt, die eine unterschiedliche Anzahl an Sitzen haben. In jedem Wahlkreis erhielt die Partei oder Koalition mit den meisten Stimmen alle Sitze.

## Wahlkampf
Der Wahlkampf wurde von zwei Koalitionen geführt. Die herrschende Union pour la majorité présidentielle unter Premierminister Dileita Mohamed Dileita umfasste die Parteien Rassemblement populaire pour le progrès, Front pour la restauration de l’unité et la démocratie, Parti populaire social démocrate und Parti national démocratique.
Die Opposition der Union pour une alternative démocratique (UAD) unter dem ehemaligen Premierminister Ahmed Dini Ahmed bestand aus der Alliance républicaine pour le développement, Mouvement pour le renouveau démocratique et le développement, Union pour la démocratie et la justice und Parti djiboutien pour le développement.
Fünf der Parteien in diesen Koalitionen waren neu. Die Allianz der Opposition wurde geschwächt durch die Entscheidung von Aden Robleh Awaleh und seiner Nationaldemokratischen Partei, die Opposition zu verlassen und Mitglied der Regierungskoalition zu werden. Unterstützer der Regierung attackierten den Oppositionsführer Ahmed Dini Ahmed für seine Rolle als ehemaliger Führer der Front pour la restauration de l’unité et la démocratie während des Bürgerkrieges in den frühen 1990ern. Die Union pour la Majorité Présidentielle rief die Wähler zur Unterstützung auf mit dem Versprechen wirtschaftliche Entwicklung nach Dschibuti zu bringen und Armut und Arbeitslosigkeit zu vermindern. Währenddessen kritisierte die Opposition die Regierung für ihre bisherige Arbeit. Sie rief die Wähler auf, einen politischen Wechsel in Dschibuti herbeizuführen.

## Wahlergebnisse
Die Union für Mehrheit des Präsidenten gewann alle Sitze im Parlament. Die Opposition kam am nächsten an einen Erfolg in der Hauptstadt Dschibuti, wo sie 45 % der Stimmen erreichte. Das erste Mal wurden sieben Frauen in das Parlament gewählt: Hawa Ahmed Youssouf, Ismahan Abdi Douksieh, Hasna Hassan Ali, Mariam Ibrahim Farah, Kadidja Mohamed Ali, Hasna Mohamed Dato und Aïcha Mohamed Robleh.
| Listen            | Listen                                                           | Stimmen | %    | Mandate |
| ----------------- | ---------------------------------------------------------------- | ------- | ---- | ------- |
|                   | Union pour la majorité présidentielle (RPP – FRUD – PPSD – PND)  | 52.411  | 62,4 | 65      |
|                   | Union pour une alternative démocratique (ARD – MRDD – UDJ – PDD) | 31.581  | 37,6 | –       |
| Gesamt            | Gesamt                                                           | 83.992  | 100  | 65      |
|                   |                                                                  |         |      |         |
| Ungültige Stimmen | Ungültige Stimmen                                                | 1.548   | 1,8  |         |
| Wähler            | Wähler                                                           | 85.540  | 47,8 |         |
| Wahlberechtigte   | Wahlberechtigte                                                  | 178.799 |      |         |

## Nach der Wahl
Internationale Wahlbeobachter lobten die Wahlen als „frei von Irregularitäten“ („the electoral operations have been free from irregularities“). Die Opposition focht die Resultate an. Sie behauptete, dass sie gefälscht seien und dass Stimmzettelfälschung, mehrfache Stimmabgabe und fehlende Wahlkarten vorgekommen seien. Oppositionsführer Dini sagte, er werde den Fall vor das Verfassungsgericht bringen, rief seine Unterstützer jedoch dazu auf, keine Straßenproteste zu beginnen.